# Alexander Gottlieb Baumgarten
Alexander Gottlieb Baumgarten (Berlim, 17 de julho de 1714 – Francoforte do Óder, 27 de maio de 1762) foi um filósofo e educador alemão que cunhou o termo estética e estabeleceu essa disciplina como um campo distinto da investigação filosófica.